# مهره آبی
مهرهٔ آبی (ترکی استانبولی: Mavi Boncuk) یک فیلم به کارگردانی ارتم اقیلمز است که در سال ۱۹۷۴ منتشر شد.

## بازیگران
- امل سایین
- تاریک آکان
- زکی آلاسیا
- متین آکپینار
- منیر اوزکول
- هالیت آکچاتپه
- کمال سونال
- عدیله ناشط